# Giovanna Grigio
Giovanna Grigio dos Santos (Mauá, 19 de enero de 1998) es una actriz, cantante y presentadora brasileña. Hizo su debut televisivo como reportera infantil en el programa O Melhor do Brasil, al mando de "Galerinha", pero se hizo más conocida en 2013 cuando protagonizó el remake de la telenovela Chiquititas. En 2022, su protagonismo fue aún mayor cuando se unió al elenco de la serie Rebelde, en Netflix.

## Biografía
Giovanna Grigio dos Santos nació en Mauá, São Paulo el 19 de enero de 1998. Inició su carrera muy temprano, a la edad de seis meses, cuando participó en comerciales de televisión y varias campañas publicitarias para revistas. En 2007, a la edad de nueve años, comenzó sus estudios de teatro en la Fundação das Artes de São Caetano do Sul (SP), donde permaneció cinco años. 
A principios de 2019, Giovanna comenzó a estudiar Diseño de animación en São Paulo. Incluso con la actuación como su principal profesión, Grigio revela que siempre ha estado enamorado del hábito del dibujo, especialmente cuando se trata de autorretratos. “¡Me encanta dibujarme! Hay gente a la que no le gusta. Pero cada vez que hago un dibujo, siento que se parece un poco a mí, ¿sabes? Es casi terapéutico para mí poder verme a mí misma de tantas maneras. Es una forma de trabajar en el amor propio, creo. Me gusta la idea de ser mi propia inspiración”, reveló en una entrevista con Gshow en julio de 2019.

## Carrera

### 2007–2011: Primeros trabajos
En 2007, a los nueve años, debutó como reportera del programa O Melhor do Brasil, en Record TV, al mando de la "Galerinha", donde entrevistó a celebridades. Ese mismo año debutó como actriz en el mediometraje Sol Para Poucos. En 2009, fue contratada por Band y se convierte en presentadora de Band Kids, junto a Thiago Falango, Lucas Gonçalves y João Gabriel Almeida, donde presentó curiosidades. A cargo de Band Kids, Giovanna permaneció hasta el 15 de marzo de 2010, cuando se reformuló el programa y comenzó a no tener presentadores, solo dibujos animados.

### 2012–2019:ChiquititasyMalhação
A fines de 2012, audicionó para el elenco de la segunda versión brasileña de la telenovela Chiquititas, en SBT. En 2013 recibió la noticia de que había sido aprobada para interpretar a la protagonista Mili, papel que interpretó Fernanda Souza en la primera versión. SBT Music y Building Records renovaron la asociación del sello para producir la banda sonora de la telenovela, y Giovanna Grigio grabó una serie de bandas sonoras, que incluyeron tres álbumes de estudio. En 2014, la telenovela fue renovada por un año más, hasta el 14 de agosto de 2015. Fue una de las mayores producciones brasileñas de todos los tiempos en número de capítulos. Tras el final de la telenovela, Giovanna no renovó su contrato con SBT.
El 18 de enero de 2016 debutó en Globo en la telenovela El Mundo Bueno, interpretando a Gerusa, una joven criada por su abuela y enamorada de su prometido, pero que, a lo largo de la trama, sufre problemas de salud derivados de la leucemia. Giovanna repitió la hazaña de Fernanda Souza, la única intérprete de la primera versión de Chiquititas contratada por Rede Globo justo después de la telenovela y, curiosamente, ambas interpretaron al personaje de Mili. Mientras grababa la novela, pasó las pruebas para participar en el largometraje Eu Fico Loko, que se estrenó el 12 de enero de 2017, basado en los libros homónimos Eu Fico Loko Vol. I y II, escrito por el youtuber Christian Figueiredo. En él, Giovanna da vida a la divertida Gabi, una fiestera y muy animada que quiere vivir cada día a la vez. En abril de 2017, se unió al elenco de la telenovela Malhación: Vive la Diferencia, en la piel de Samantha Lambertini. En la trama, el personaje es bastante liberal y adepto al poliamor, además de ser un apasionado de la música, contar con una banda llamada "Os Lagostins", de la que se lanzaron dos versiones de las canciones "Gente Aberta" y "Pomar", y una original llamada "Octavo B" (todas las canciones están disponibles en Spotify). Con este personaje, Giovanna hizo historia junto a su coprotagonista Manoela Aliperti, donde las dos protagonizaron el primer beso entre dos chicas en una telenovela adolescente. "Nadie podrá decirnos cómo amar", fue lo que escribió la actriz en sus redes sociales al celebrar la repercusión de la escena en internet.
En febrero de 2019, junto a Maisa Silva y Filipe Bragança, Giovanna protagonizó la película Cinderela Pop, basada en el libro del mismo nombre de la autora Paula Pimenta. En él, Grigio da vida al personaje de Belinha, una youtuber e influencer digital, que siempre está tratando de hacer que las cosas salgan bien para su mejor amigo, especialmente en lo que se refiere a su vida amorosa. Esta fue la cuarta obra en la que Giovanna compartió escena con Filipe Bragança. Los dos actuaron juntos por primera vez en Chiquititas y se han hecho buenos amigos desde entonces.

### 2020–actual: Éxito Profesional
En 2020, interpretando al mismo personaje que vivía en Malhación: Vive la Diferencia, también formó parte del elenco de la serie As Five, spin-off de Malhación. La historia cuenta cómo es la vida de los personajes seis años después de graduarse del bachillerato, teniendo que enfrentar los problemas de la vida adulta. Giovanna reveló en el video "Making Five", publicado en el canal Globoplay, que su personaje de As Five es muy diferente a Samantha de Malhación. “Cuando recibí el texto, que leí, casi no la reconocí. Me seguía preguntando 'maldita sea, ¿qué pasó en estos seis años que le causó tanto cambio?' Samantha ahora es mucho más profunda consigo misma. Es más responsable, enfocada, objetiva”, dijo la actriz.
El 1 de marzo de 2021, el grupo Globo anunció que la plataforma de streaming Netflix pondría a disposición un remake de la telenovela adolescente mexicana Rebelde, teniendo a Grigio como uno de los protagonistas. Las grabaciones de la nueva versión se realizaron en México y Giovanna interpretó al personaje de Emilia, una adolescente de fuerte personalidad y respuestas ácidas. En una entrevista, Giovanna confesó no saber hablar español cuando fue elegida para audicionar para el elenco de Rebelde, ensayó algunas palabras, sin entender ni siquiera, y logró pasar. “Estaba tan nerviosa por el español y todo eso, al día siguiente no podía mover el cuello. Estuve como una semana sin mover el cuello, estaba tan nerviosa ”, reveló. La serie se lanzó el 5 de enero de 2022.
En mayo de 2022, Giovanna se unió al elenco de la película Perdida, basada en el best-seller de la escritora brasileña Carina Rissi. La película está programada para estrenarse en los cines brasileños en 2023. También en julio, Prime Video confirmó que estaba desarrollando una película sobre "Maníaco do Parque", con Silvero Pereira y Giovanna como protagonistas. El largo está programado para debutar en 2024 en la plataforma.

## Vida personal
En una entrevista concedida a la revista Vogue Brasil en noviembre de 2017, Giovanna reveló que fue intimidada cuando era pequeña. Según ella, las niñas de su salón de clases la excluían y le creaban apodos mezquinos, que en su opinión eran en realidad "maldad, prejuicio y discriminación disfrazados de broma".
En junio de 2016, a la edad de dieciocho años, Giovanna declaró en una entrevista que nunca había tenido novio: "Todavía no he tenido mi primer amor. Todavía no ha pasado nada en mi vida, nunca he salido con [.. .] No lo sé, no creo que estas cosas se busquen, pasa de forma natural ”. En octubre del mismo año, salió con el actor y cantante Johnny Baroli, cantante principal de la banda Trio Yeah, con quien trabajó en el musical Meninos e Meninas. El noviazgo duró seis meses y finalizó en enero de 2017.

## Filmografía

### Televisión
| Periodo   | Título                     | Personaje                    | Notas                                                         |
| --------- | -------------------------- | ---------------------------- | ------------------------------------------------------------- |
| 2007–2008 | O Melhor do Brasil         | Reportero                    | Marco: "Galerinha"                                            |
| 2009–2010 | Band Kids                  | Presentadora                 |                                                               |
| 2013–2015 | Chiquititas                | Milena Almeida Campos (Mili) | Protagonista                                                  |
| 2014      | É Natal, Malandro!         | Milena Almeida Campos (Mili) | Especial de Navidad                                           |
| 2016      | Êta Mundo Bom!             | Gerusa Batista               | 147 episodios                                                 |
| 2017–2018 | Malhação: Viva a Diferença | Samantha Lambertini          | Reparto recurrente (25ª temporada)                            |
| 2020–2023 | As Five                    | Samantha Lambertini          | Reparto principal (1ª temporada) Participación (2ª temporada) |
| 2022      | Rebelde                    | Emilia Alo                   | Papel principal, 16 episodios                                 |

### Cine
| Año  | Película          | Papel                  | Notas             |
| ---- | ----------------- | ---------------------- | ----------------- |
| 2007 | Sol Para Poucos   | Helena (Joven)         |                   |
| 2017 | Eu Fico Loko      | Gabriela Conejo (Gabi) | Reparto principal |
| 2019 | Cinderela Pop     | Belinha                | Reparto principal |
| 2023 | Perdida           | Sofia                  | Protagonista      |
| 2023 | Vai Ter Troco     | Miranda                | Reparto principal |
| 2024 | Maníaco do Parque | Elena Pelegrino        | Reparto principal |

### Teatro
| Año       | Título                    | Papel   |
| --------- | ------------------------- | ------- |
| 2015      | Confissões de Adolescente | Carol   |
| 2016–2017 | Meninos e Meninas         | Marcela |
| 2017      | Aprendiz de Feiticeiro    | Jane    |

## Premios y nominaciones
| Año  | Premio                     | Categoría                                          | Trabajo          | Resultado |
| ---- | -------------------------- | -------------------------------------------------- | ---------------- | --------- |
| 2013 | Prêmio Extra de Televisão  | Mejor actor / actriz infantil                      | Chiquititas      | Nominada  |
| 2013 | Retrospectiva UOL          | Mejor pareja romántica (con Gabriel Santana)       | Chiquititas      | Nominada  |
| 2013 | Melhores do Ano NaTelinha  | Mejor actor o actriz revelación                    | Chiquititas      | Ganadora  |
| 2013 | Melhores do Ano NaTelinha  | Mejor actor o actriz infantil / adolescente        | Chiquititas      | Ganadora  |
| 2014 | Troféu Internet            | Revelación del año                                 | Chiquititas      | Nominada  |
| 2014 | Prêmio Contigo! de TV      | Mejor actriz infantil                              | Chiquititas      | Nominada  |
| 2014 | Top Brazil Quality Awards  | Mejor actriz infantil                              | Chiquititas      | Ganadora  |
| 2014 | Prêmio Minha Novela        | Mejor actriz infantil                              | Chiquititas      | Nominada  |
| 2014 | Melhores do Ano NaTelinha  | Mejor actor o actriz infantil / adolescente        | Chiquititas      | Ganadora  |
| 2015 | Troféu Internet            | Revelación del año                                 | Chiquititas      | Nominada  |
| 2016 | Prêmio Quem de Televisão   | Revelación                                         | Êta Mundo Bueno! | Nominada  |
| 2016 | Melhores do Ano NaTelinha  | Mejor pareja novela (con Arthur Aguiar)            | Êta Mundo Bueno! | Ganadora  |
| 2021 | SEC Awards                 | Pareja favorita de la serie (con Manoela Aliperti) | As Five          | Nominada  |
| 2021 | Meus Prêmios Nick          | Artista de televisión femenina                     | Ella misma       | Nominada  |
| 2022 | SEC Awards                 | Mejor actriz en una serie adolescente              | Rebelde          | Nominada  |
| 2022 | SEC Awards                 | Pareja favorita en una serie (con Lizeth Selene)   | Rebelde          | Nominada  |
| 2022 | MTV Miaw                   | From Brasil!                                       | Ella misma       | Nominada  |
| 2022 | Kids' Choice Awards México | Revelación Fashion                                 | Ella misma       | Nominada  |
| 2022 | BreakTudo Awards           | Pareja de ficción (con Lizeth Selene)              | Rebelde          | Nominada  |